# Dieu, tu es là ? C'est moi, Margaret (film)
Pour plus de détails, voir Fiche technique et Distribution.
Dieu, tu es là ? C'est moi, Margaret (Are You There God? It's Me, Margaret.) est un film américain réalisé par Kelly Fremon Craig et sorti en 2023. Il s'agit d'une adaptation du roman du même nom de Judy Blume.

## Distribution
Note : Il existe deux versions françaises : la première, réalisée à Paris, au studio Nice Fellow, sous la direction de Déborah Perret et une seconde, belge, aux studios Dubbing Brothers, sous la direction de Jenifer Baré et diffusée sur Prime Video. Cette dernière est représentée sous le sigle VFB.
- Abby Ryder Fortson (VFB : Clara Mullenaerts) : Margaret Simon
- Rachel McAdams (VFB : Claire Tefnin) : Barbara Simon
- Kathy Bates (VF : Denise Metmer ; VFB : Micheline Tziamalis) : Sylvia Simon
- Benny Safdie (VFB : Alexandre Crépet) : Herb Simon
- Elle Graham (en) (VF : Lana Ropion) : Nancy Wheeler
- Amari Alexis Price : Janie Loomis
- Katherine Kupferer (VF : Alice Orsat) : Gretchen Potter
- Kate MacCluggage (en) (VF : Caroline Bourg) : Mme Jan Wheeler
- Aidan Wojtak-Hissong (VF : Tom Trouffier) : Moose Freed
- Landon S. Baxter : Evan Wheeler
- Echo Kellum : M. Benedict
- Zackary Brooks : Philip Leroy
- Mia Dillon (en) (VF : Colette Marie) : Mary Hutchins